# Shishintonil
Shishintonil är en ort i Mexiko.   Den ligger i kommunen Tenejapa och delstaten Chiapas, i den sydöstra delen av landet, 800 km öster om huvudstaden Mexico City. Shishintonil ligger 1 894 meter över havet och antalet invånare är 999.
Terrängen runt Shishintonil är bergig. Runt Shishintonil är det ganska tätbefolkat, med 155 invånare per kvadratkilometer. Närmaste större samhälle är Yoshib, 4,1 km öster om Shishintonil. I omgivningarna runt Shishintonil växer i huvudsak städsegrön lövskog.